# WTA Prague Open
WTA Prague Open — жіночий тенісний турнір, що проходить в столиці Чехії Празі з 2010 року, спочатку як турнір ITF з призовим фондом 50 тис. доларів, потім як турнір ITF з призовим фондом 100 тис. доларів, а з 2015 року як турнір міжнародного рівня WTA. Спонсором турніру є  J&T Banka. 

## Фінали

### Одиночний розряд
| Рік                                   | Чемпіонка            | Фіналістка             | Рахунок            |
| ------------------------------------- | -------------------- | ---------------------- | ------------------ |
| ↓ Жіночий світовий тенісний тур ITF ↓ |                      |                        |                    |
| 2010                                  | Луціє Градецька      | Айла Том'янович        | 6–1, 7–6(7–4)      |
| 2011                                  | Магдалена Рибарикова | Петра Квітова          | 6–3, 6–4           |
| 2012                                  | Луціє Шафарова       | Клара Коукалова        | 6–3, 7–5           |
| 2013                                  | Луціє Шафарова (2)   | Александра Каданцу     | 3–6, 6–1, 6–1      |
| 2014                                  | Гезер Вотсон         | Анна Кароліна Шмідлова | 7–6(7–5), 6–0      |
| ↓ Тур WTA ↓                           |                      |                        |                    |
| 2015                                  | Кароліна Плішкова    | Луціє Градецька        | 4–6, 7–5, 6–3      |
| 2016                                  | Луціє Шафарова (3)   | Саманта Стосур         | 3–6, 6–1, 6–4      |
| 2017                                  | Мона Бартель         | Крістіна Плішкова      | 2–6, 7–5, 6–2      |
| 2018                                  | Петра Квітова        | Міхаела Бузернеску     | 4–6, 6–2, 6–3      |
| 2019                                  | Джил Тайхманн        | Кароліна Мухова        | 7–6(7–5), 3–6, 6–4 |
| 2020                                  | Сімона Халеп         | Елісе Мертенс          | 6–2, 7–5           |
| 2021                                  | Барбора Крейчикова   | Тереза Мартінцова      | 6–2, 6–0           |
| 2022                                  | Маріє Боузкова       | Анастасія Потапова     | 6–0, 6–3           |
| 2023                                  | Хібіно Нао           | Лінда Носкова          | 6–4, 6–1           |
| 2024                                  | Магда Лінетт         | Магдалена Френх        | 6–2, 6–1           |
| 2025                                  | Маріє Боузкова       | Лінда Носкова          | 2–6, 6–1, 6–3      |

### Парний розряд
| Рік                                   | Чемпіонки                                    | Фіналістки                               | Рахунок               |
| ------------------------------------- | -------------------------------------------- | ---------------------------------------- | --------------------- |
| ↓ Жіночий світовий тенісний тур ITF ↓ |                                              |                                          |                       |
| 2010                                  | Ксенія Ликіна Маша Зец-Пешкірич              | Петра Цетковська Ева Грдінова            | 6–3, 6–4              |
| 2011                                  | Петра Цетковська Міхаелла Крайчек            | Ліндсей Лі-Вотерс Меган Мултон-Леві      | 6–2, 6–1              |
| 2012                                  | Алізе Корне Віржіні Раззано                  | Акгуль Аманмурадова Кейсі Деллаква       | 6–2, 6–3              |
| 2013                                  | Рената Ворачова Барбора Стрицова             | Ірина Фалконі Ева Грдінова               | 6–4, 6–0              |
| 2014                                  | Луціє Градецька Міхаелла Крайчек (2)         | Андреа Сестіні Главачкова Луціє Шафарова | 6–3, 6–2              |
| ↓ Тур WTA ↓                           |                                              |                                          |                       |
| 2015                                  | Белінда Бенчич Катержина Сінякова            | Катерина Бондаренко Ева Грдінова         | 6–2, 6–2              |
| 2016                                  | Маргарита Гаспарян Андреа Сестіні Главачкова | Марія Ірігоєн Паула Каня                 | 6–4, 6–2              |
| 2017                                  | Анна-Лена Гренефельд Квета Пешке             | Луціє Градецька Катержина Сінякова       | 6–4, 7–6(7–3)         |
| 2018                                  | Ніколь Меліхар Квета Пешке (2)               | Міхаела Бузернеску Лідія Морозова        | 6–4, 6–2              |
| 2019                                  | Ганна Калінська Вікторія Грунчакова          | Ніколь Меліхар Квета Пешке               | 4–6, 7–5, [10–7]      |
| 2020                                  | Луціє Градецька (2) Крістіна Плішкова        | Моніка Нікулеску Ралука Олару            | 6–2, 6–2              |
| 2021                                  | Маріє Боузкова Луціє Градецька (3)           | Вікторія Грунчакова Ніна Стоянович       | 7–6(7–3), 6–4         |
| 2022                                  | Анастасія Потапова · Яна Сізікова            | Ангелина Габуєва · Anastasia Zakharova   | 6–3, 6–4              |
| 2023                                  | Хібіно Нао Оксана Калашникова                | Квінн Глісон Еліксан Лекемія             | 6–7(7–9), 7–5, [10–3] |
| 2024                                  | Барбора Крейчикова Катержина Сінякова        | Бетані Маттек-Сендс Луціє Шафарова       | 6–3, 6–3              |
| 2025                                  | Надія Кіченок Макото Ніномія                 | Lucie Havlíčková Лаура Самсон            | 1–6, 6–4, [10–7]      |